# Christopher Tauber

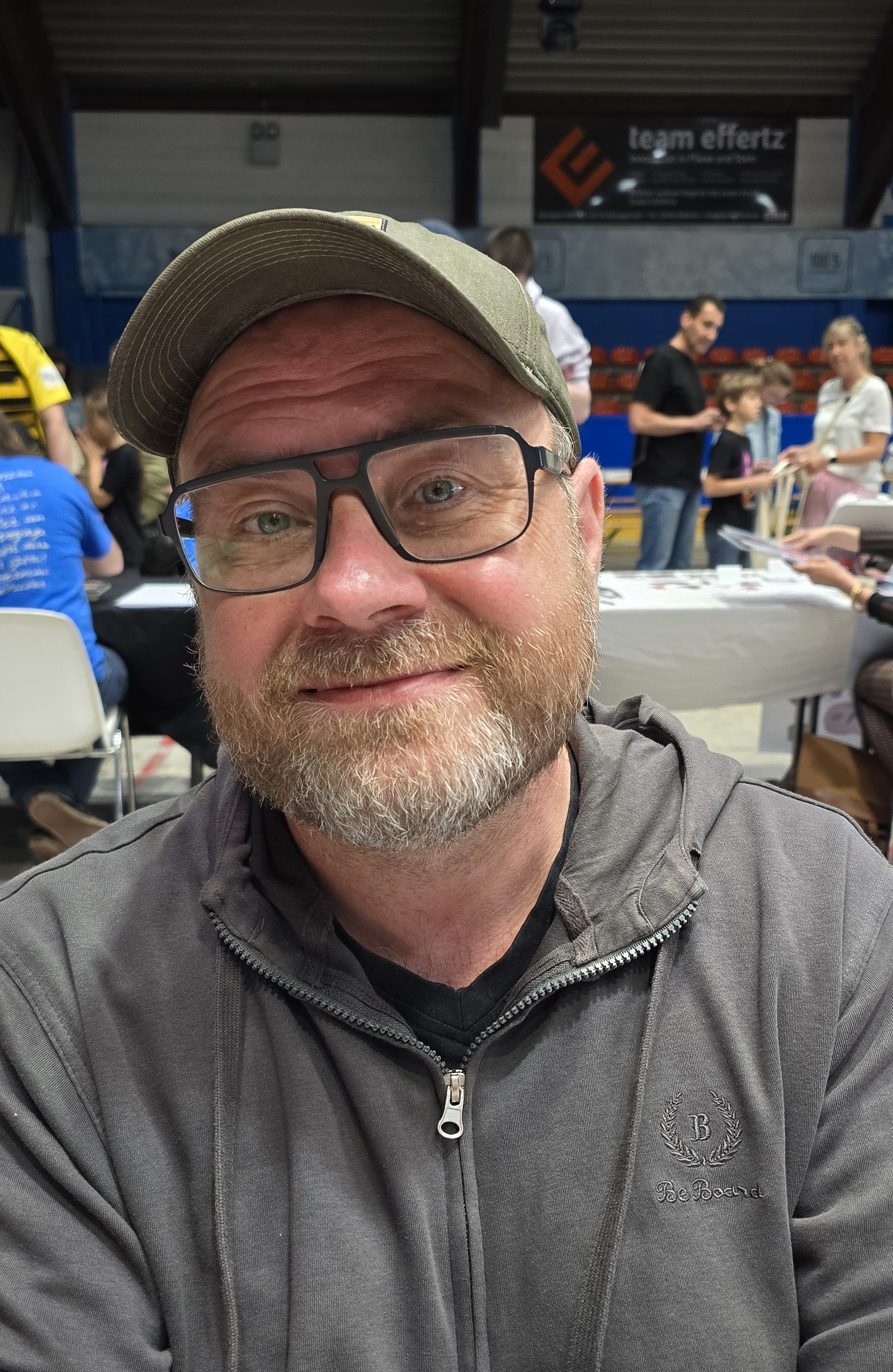
Christopher Tauber (2025)

Christopher Tauber (* 1979 in Frankfurt am Main), Künstlername Piwi, ist ein deutscher Comiczeichner. Nach Aufenthalten in Berlin und Stuttgart lebt und arbeitet er heute in Frankfurt am Main.

## Schaffen
Zusammen mit Helge Arnold legte er 2002 Interview Popcomics beim Mainzer Ventil Verlag vor. Hier werden Interviews, die im Vorfeld mit diversen Indie Bands geführt wurden, zeichnerisch umgesetzt. Interviewpartner waren unter anderem Travis, The Weakerthans, Röyksopp und Eels. 2006 erschien beim Ehapa Verlag ein zweiter Teil, der mit demselben Konzept Geschichten von unter anderem Adam Green und Farin Urlaub beinhaltet. 2007 erschien im Stuttgarter Zwerchfell Verlag Disco Amore, ein Buch, das Comicstrips über Mitglieder der Frankfurter Band Good Heart Boutique enthält. Weitere Veröffentlichungen von Piwi finden sich in der von den Comiczeichnern Mawil, Fil, Andreas Michalke und Reinhard Kleist initiierten Reihe Teufel und Pistolen. Hier wird Piwis Charakter Mona, ein größenwahnsinniges Mädchen, das alle um sie herum mit ihrer Selbstverliebtheit in den Wahnsinn treibt, zum ersten Mal einer breiteren Öffentlichkeit bekannt. 
Außerdem arbeitet Piwi am Fanzine JackpotBaby! mit, das 2006 mit seiner online-Ausgabe einen Wettbewerb der Plattform jetzt.de gewann und im Zuge dessen von der Süddeutschen Zeitung gefördert wurde. Für den Roman Deutschland macht dicht von Dietmar Dath, der 2010 beim Suhrkamp Verlag erschien, übernahm Piwi die Illustrationen.
2011 erschien im Zwerchfell Verlag das Malbuch Mal döch mal Metal, in dem Tauber bekannte Plattencover aus dem Bereich Rock, Hard-Rock und Heavy Metal als Ausmalbilder „für die Heavy Familie“ zeichnete. 2013 startete er zusammen mit Ingo Römling den Webcomic "Survivor Girl". Tauber ist Autor, Römling zeichnet die Geschichte um den Teenager Phoebe, die ein Massaker im Sommercamp überlebte, als Parodie auf das Slasher-Horror-Genre.
Für den Stuttgarter Kosmos-Verlag wirkte Tauber als Illustrator an den Graphic Novels Die drei ??? – Das Dorf der Teufel (2017) und Die drei ??? – Das Ritual der Schlangen (2019) mit. Als Autor schrieb er den im Herbst 2020 ebenfalls bei Kosmos veröffentlichten Band Rocky Beach: Eine Interpretation. In dem für erwachsene Leser gedachten Werk im Stil des Film noir entwirft er ein mögliches Zukunftsszenario für die Protagonisten der Jugendbuch- und Hörspielreihe Die drei ???, die mehr als 20 Jahre nach ihrem letzten Fall als Juniordetektive wieder in ihrem Heimatort Rocky Beach aufeinander treffen.

## Auszeichnungen
- ICOM Independent Comic Preis 2011 für Die Toten 1 + 2
- Max-und-Moritz-Preis 2018 in der Kategorie Bester Comic für Kinder und Jugendliche für Die drei ??? – Das Dorf der Teufel, zusammen mit Ivar Leon Menger und John Beckmann[1]